# Saint-Martin-des-Prés (Aisne)
Saint-Martin-des-Prés est un village abandonné situé sur la commune de Trefcon dans le département français de l' Aisne.

## Localisation
Ce village abandonné est situé dans la vallée de l'Omignon, à la limite des départements de l'Aisne et de la Somme.

## Toponymie
Saint-Martin-des-Prez, hameau de la commune de Trefcon, apparaît pour la première fois en 1614. Sainct-Saint-Martin-des-Prez.

" Ce hameau formait autrefois une paroisse du doyenné d'Athies. L'église existe encore. La ferme appartenait à l'Abbaye de Prémontré." (Auguste Matton en 1871)
.

## Histoire
|  |
|  |
|  |

Registres paroissiaux

L'étude des registres paroissiaux montre qu'en 1692, Saint-Martin-des-Près est une paroisse où sont célébrés les naissances, mariages et enterrements.

Le 19 juin 1692...mariage entre Jean maillard...et anne de bray de cette paroisse...qui ont signé l'original avec maitre gerosme bocquin cydevant curé dudit lieu de St Martin des prës.

Le 26 juillet 1692 est décédée anne cornaille...fut enterrée dans le cimetière de St-Martin des prës.

Je soussigné prêtre curé de la paroisse de Saint martin des prez du village de trefcon....de l'an 1695. (signé Douillers).

Registre pour écrire les actes de baptèmes, Mariages et sépultures durant l'année mil sept cent quatorze en la paroisse de Saint martin des prez....

Nous...avons paraphé le présent registre de la paroisse du village de trefcon pendant l'année mil sept cent trente sept...(signe Dartois)

L'an mil sept cent trente sept le douzième de janvier est décédé pierre Botiau...et fut enterré dans le cimetière se saint martin des prez...

Les registres des années de 1715 à 1736 sont manquants. Des extraits des registres paroissiaux, il résulte qu'en 1714, Saint-Martin-des-Prés est une paroisse et Trefcon un village dépendant de ladite paroisse, alors qu'en 1737, Trefcon est devenue une paroisse mais que les inhumations continuent d'être effectuées dans le cimetière de Saint-Martin-des-Prés.

L'église de Trefcon a donc été construite entre 1715 et 1736.
Carte de Cassini

La carte de Cassini ci-contre montre que vers 1750, Saint-Martin-des-Prés, tout comme Trefcon (écrit Trevecon), est une paroisse située sur la rive gauche de l'Omignon. Un moulin à eau, dont les vestiges existent encore de nos jours, est installé sur la rivière. Au nord, le hameau de Cauvigny est relié à la paroisse par une voie pavée qui est encore présente actuellement.

Vente des Biens Nationaux

Adjudictaion le 13 mars 1792, la ferme de Saint-Martin-des-Prés située terroir de Trefcon, maison de fermier et bâtiments d'exploitation, cour, jardins, potager et prés... 

Plan cadastral napoléonien

Le plan cadastral napoléonien ci-contre, montre qu'au début du XIXe siècle, une fabrique avec de nombreux bâtiments est installée près du moulin sur l'Omignon. Le hameau de Saint-Martin comprend une ferme et quelques bâtiments. L'église et le cimetière sont représentés.

Origines de l'abandon du village

Comme le montre la carte de Cassini, le village était construit au nord du versant de la rive gauche de l'Omignon. L'important dénivelé de ce versant (environ 30 m) impliquait que le village était très souvent à l'ombre ce qui entraînait une humidité permanente. Donc, peu à peu, les habitants se sont installés sur les hauteurs pour former le village de Trefcon et Saint-Martin-Martin-des-Près est devenu un village fantôme.

État actuel

De nos jours, les arbres ont envahi les champs et tous les bâtiments ont disparu. Seuls subsistent quelques piliers du moulin à eau, les ruines de l'église Saint-Martin, une chapelle et quelques tombes du cimetière dont la dernière inhumation date de 1863.

### Galerie

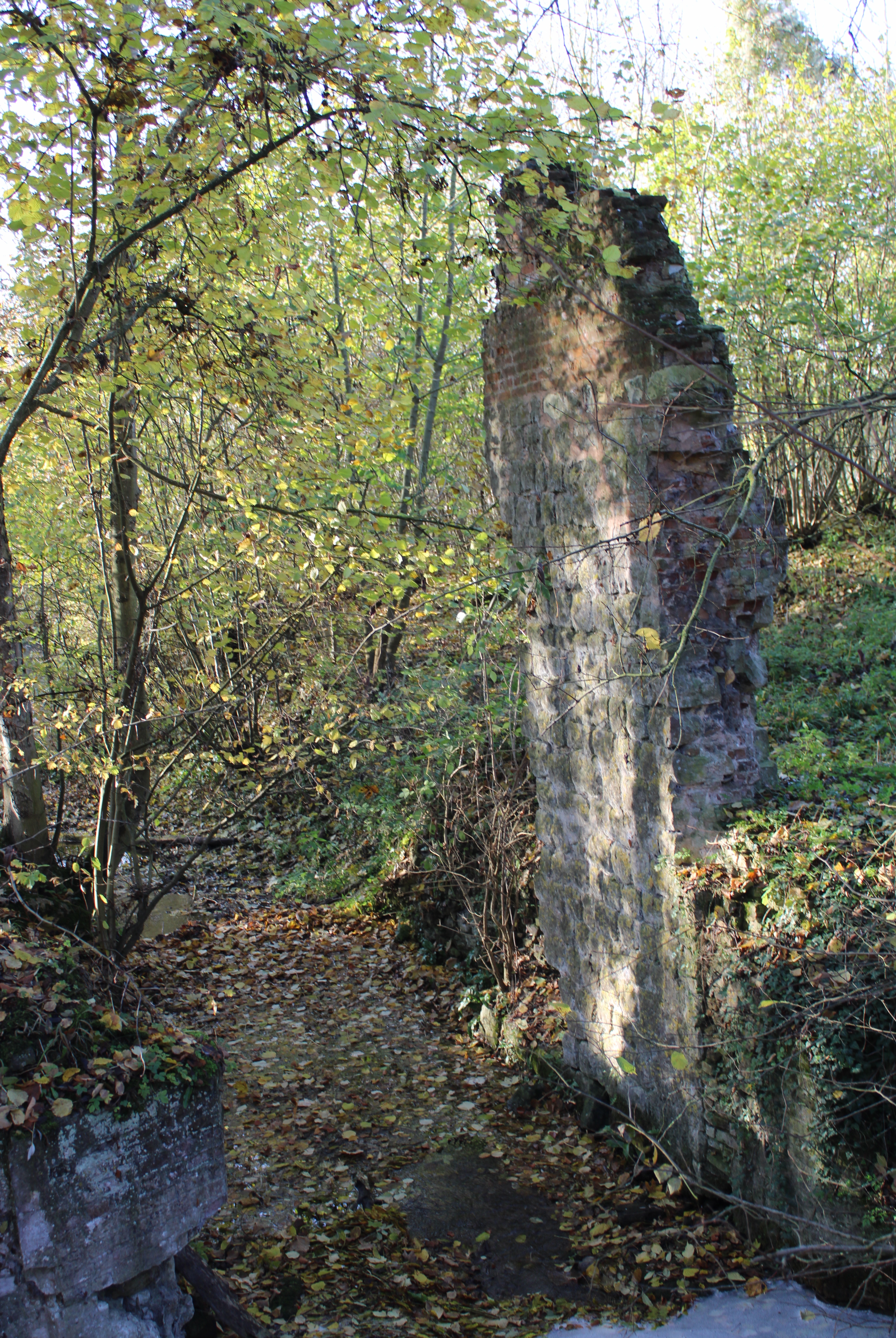
Vestiges d'un pilier du moulin.
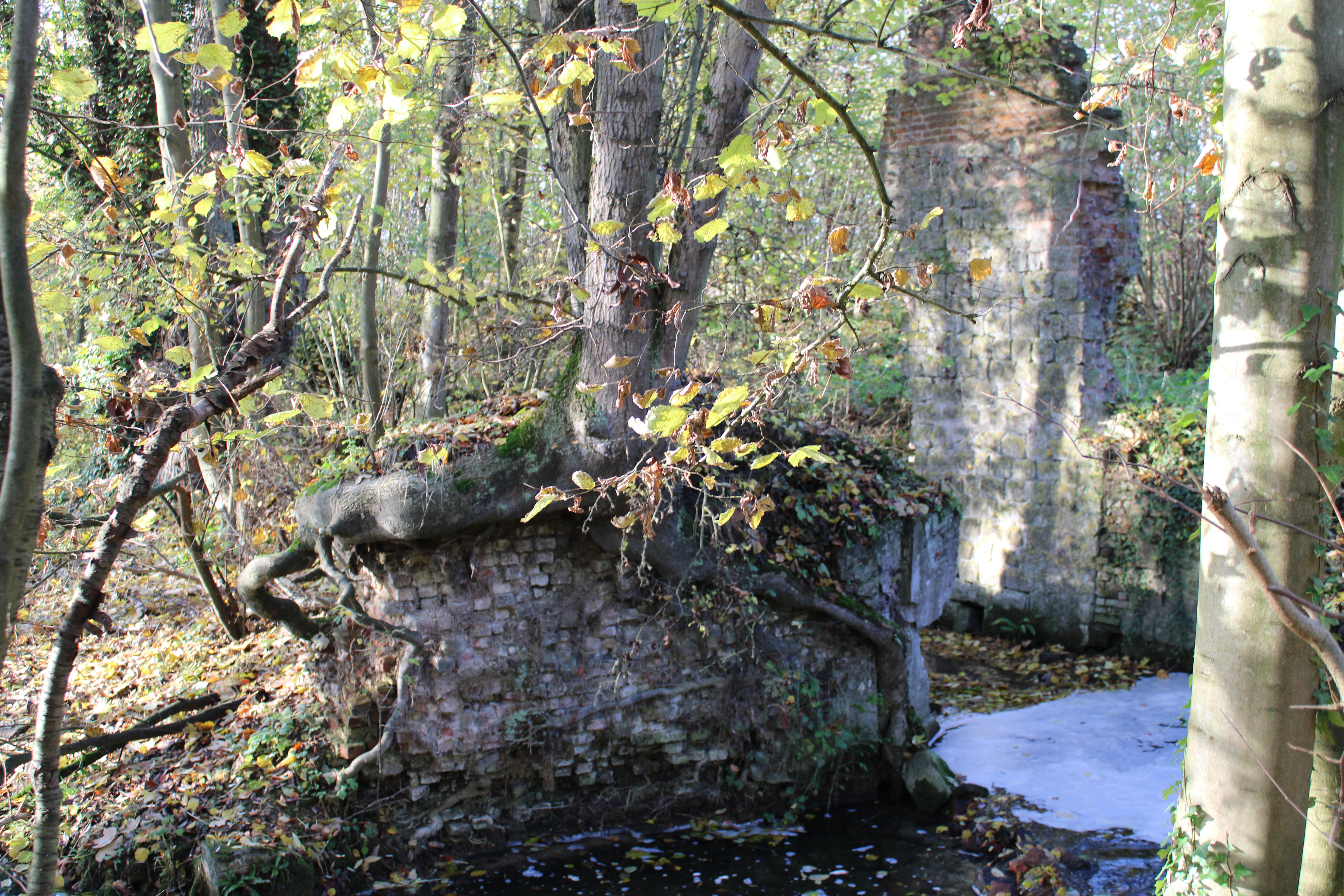
Vestiges des assises du moulin à eau.
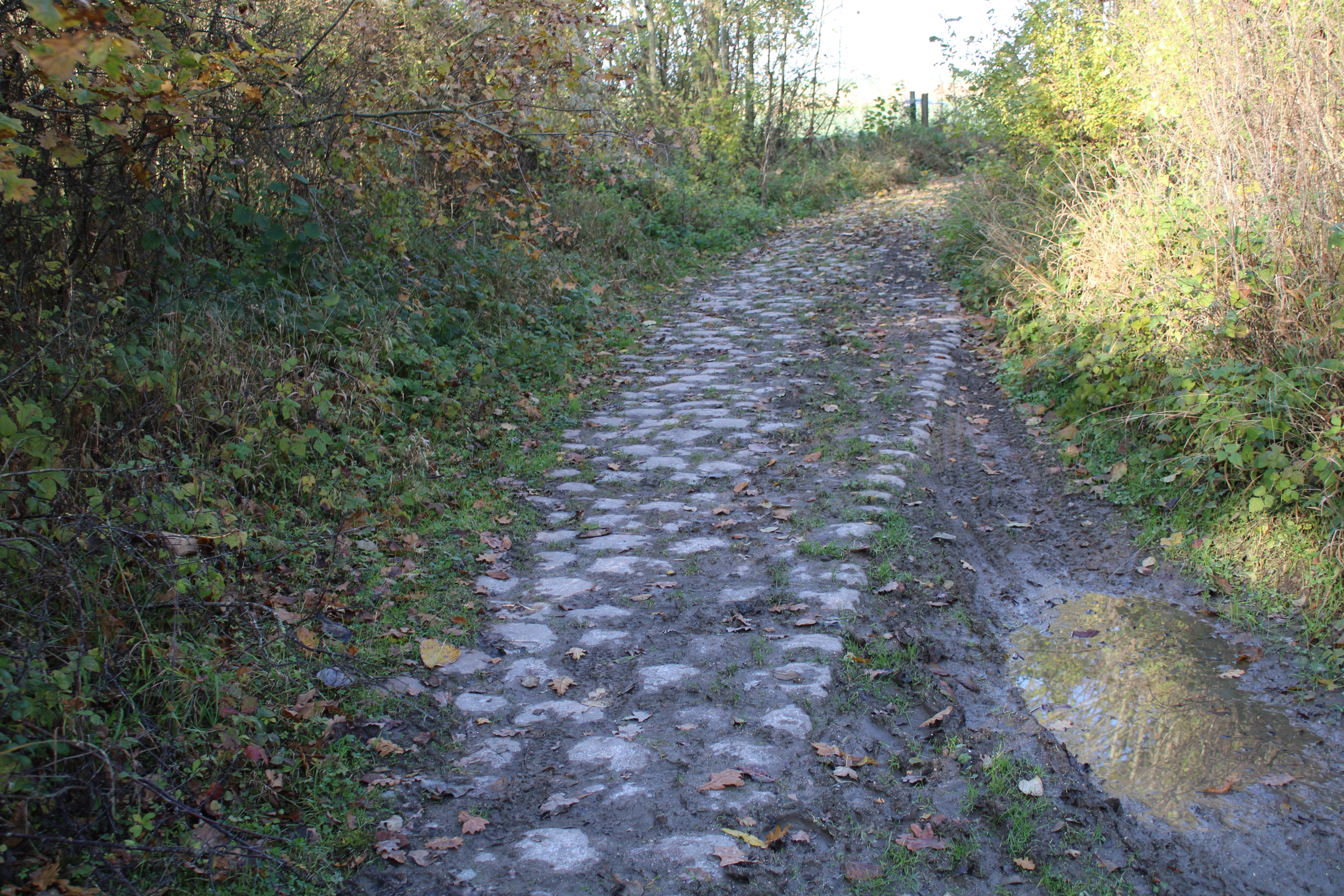
Vestiges de la route pavée conduisant à la ferme de Cauvigny.
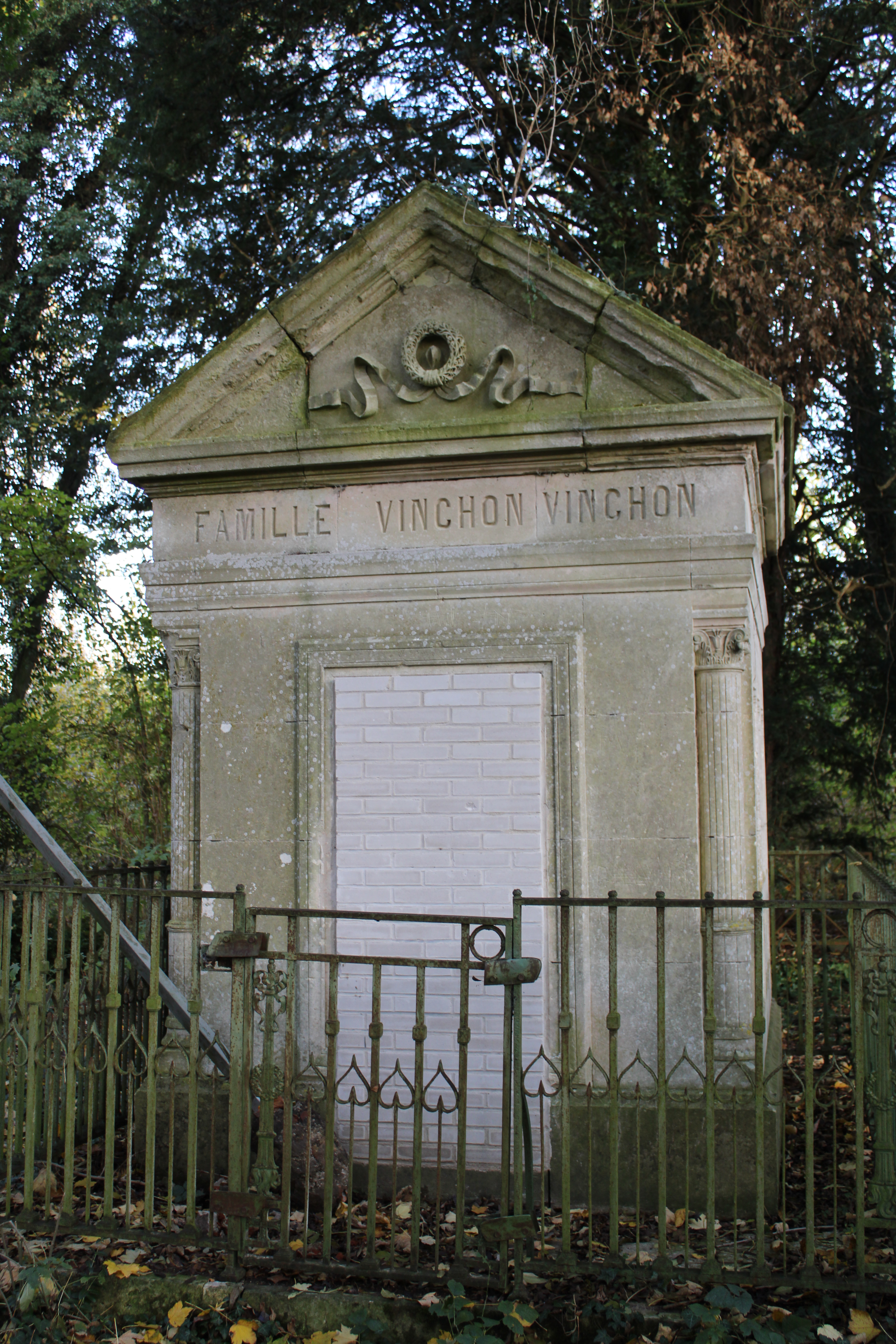
La dernière chapelle du cimetière.
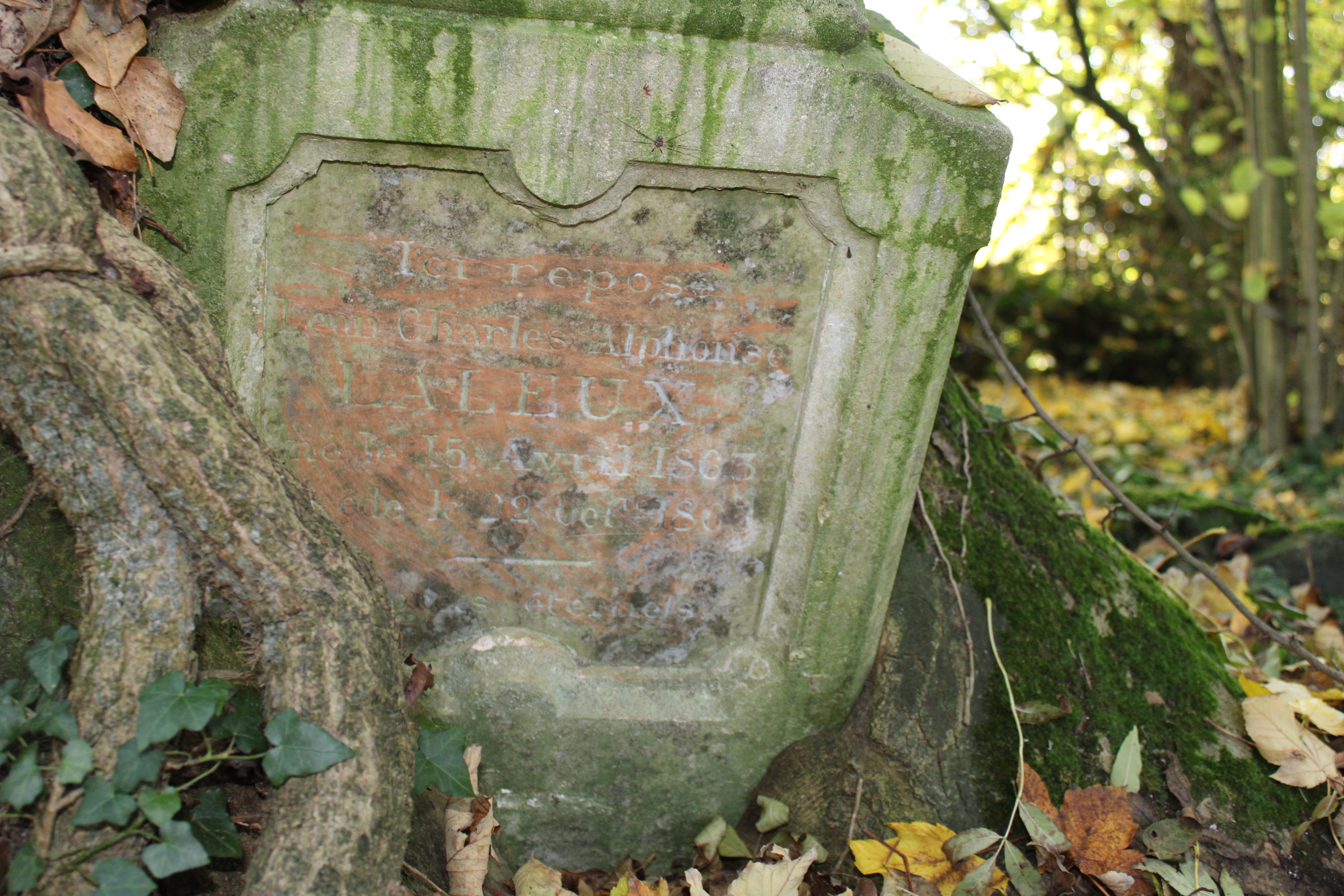
Pierre tombale de Léon Laleux, décédé en 1863, enchâssée dans la souche d'un arbre.
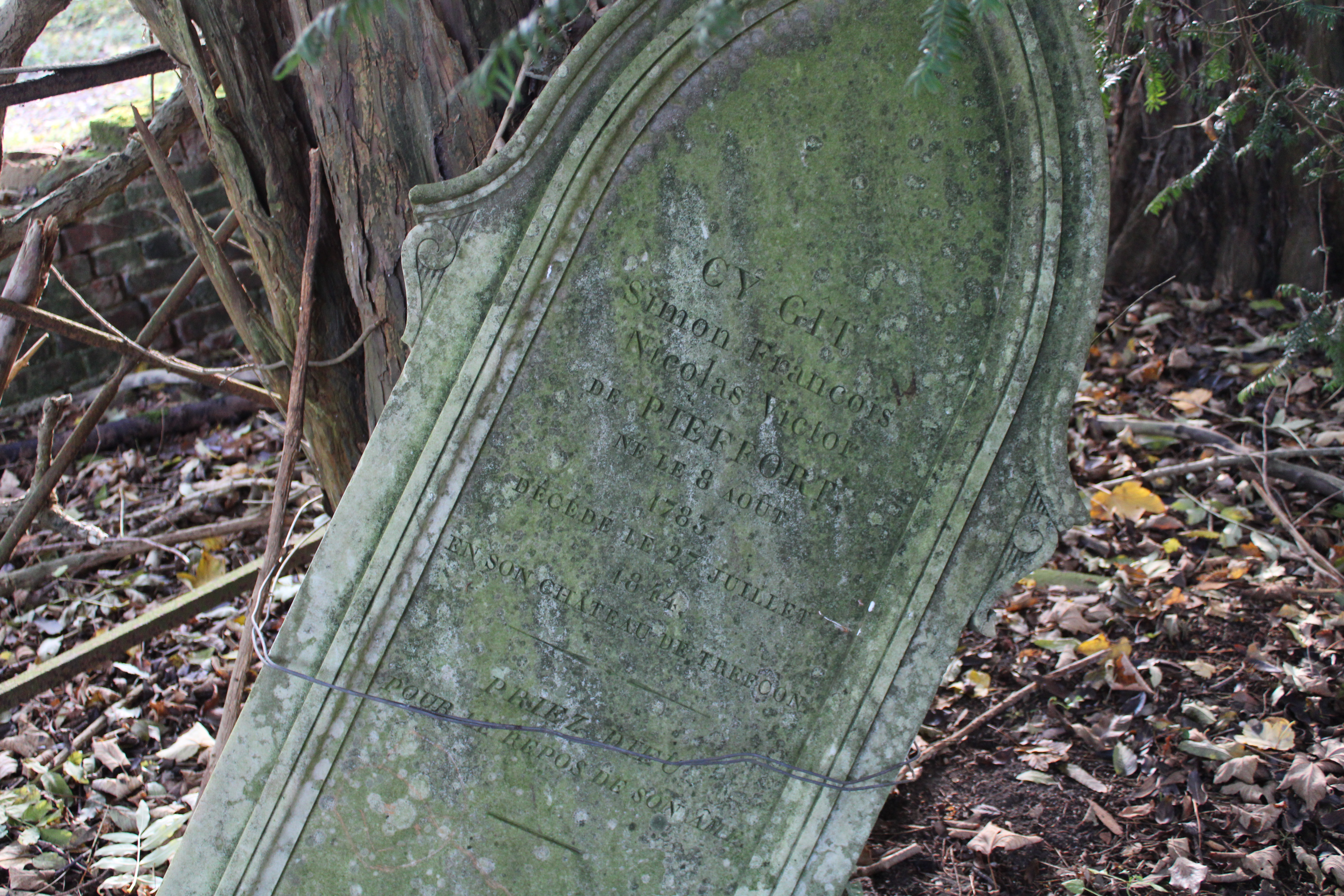
Pierre tombale de Simon de Pieffort inhumé en 1844.
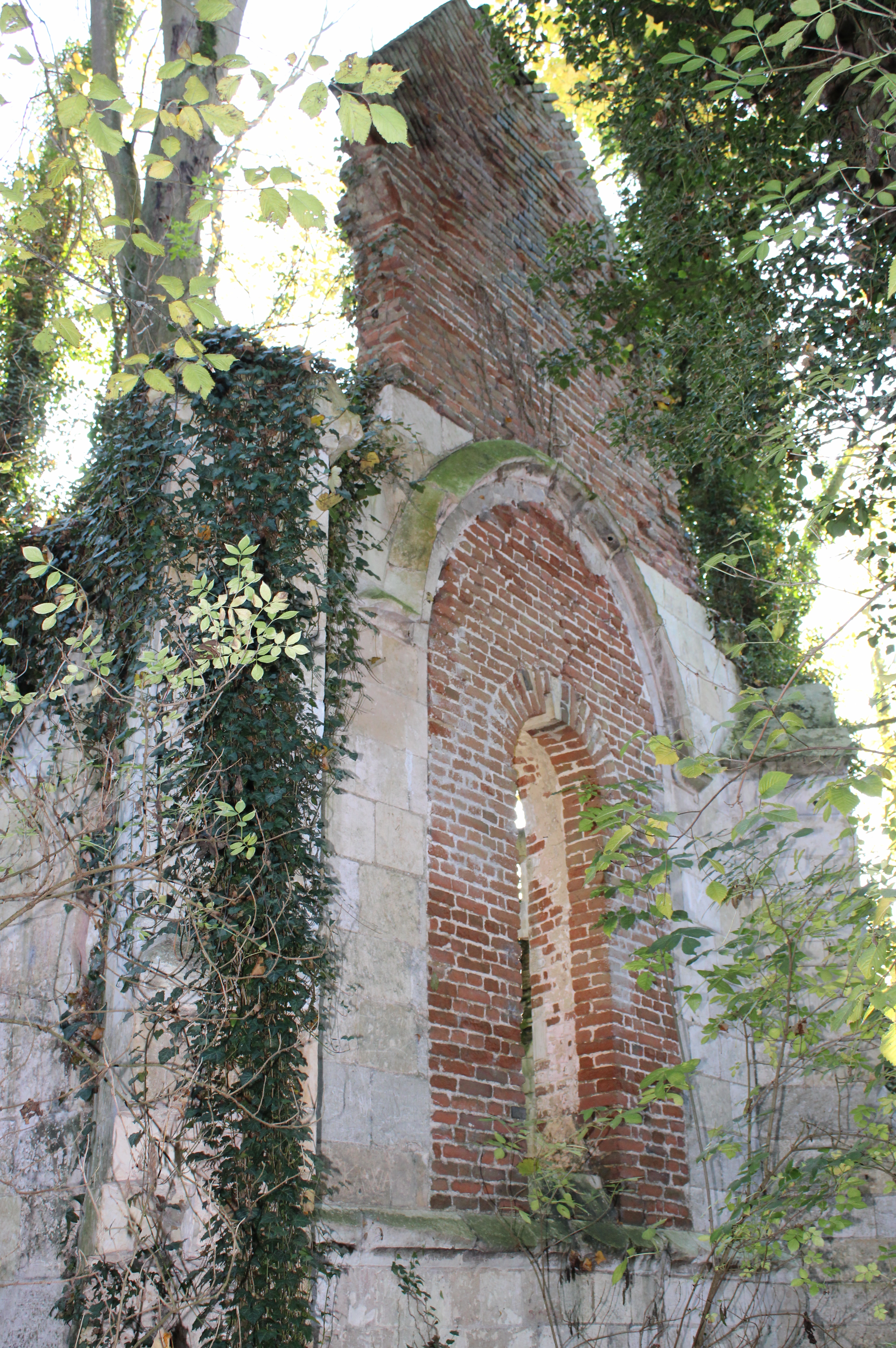
Vestiges du pan du mur du chœur de l'église.
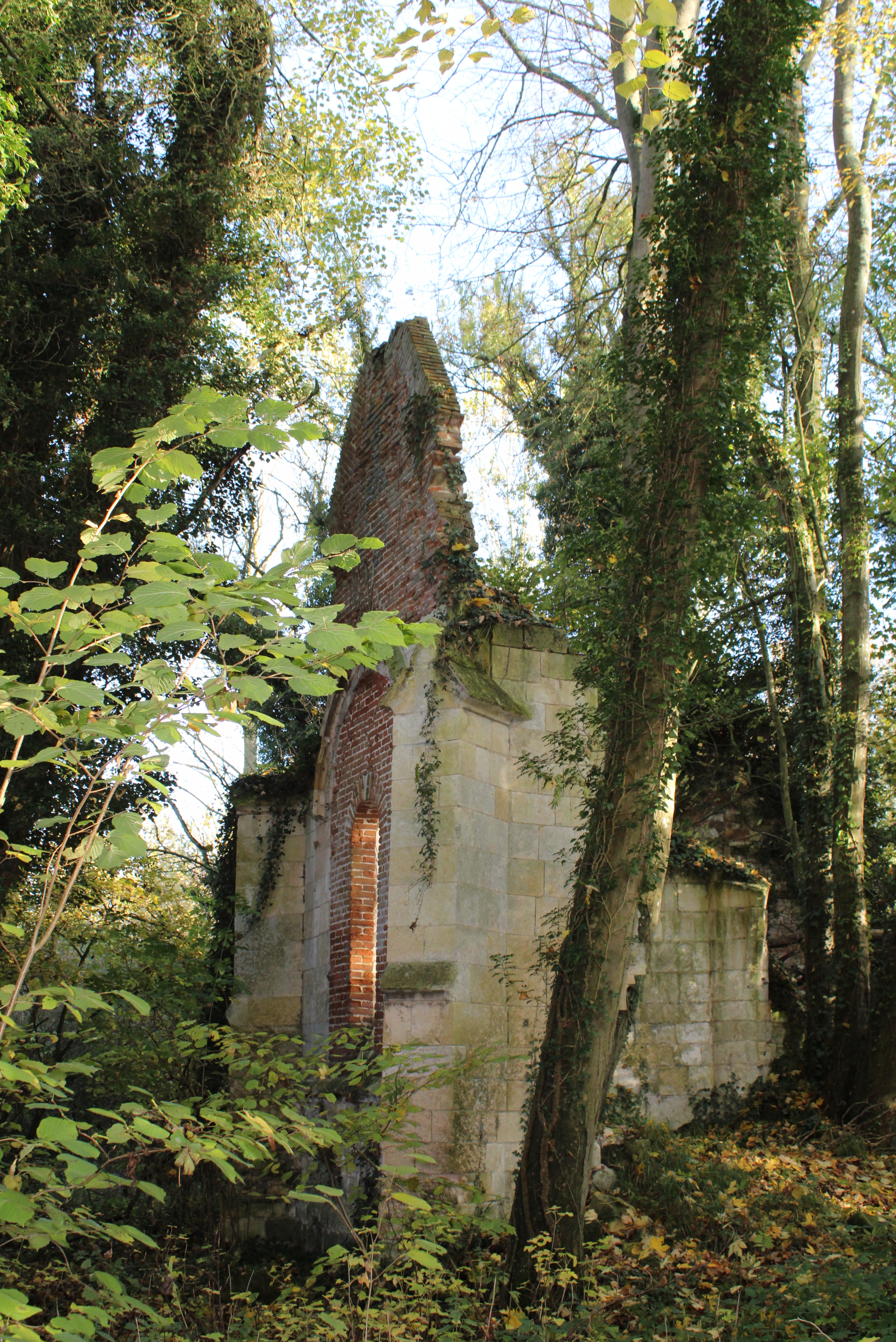
Vestiges du pan du mur du chœur de l'église.